# World of Tanks
World of Tanks, comunament conegut com a WOT, és un simulador / arcade de tancs 3D freemium desenvolupat per Wargaming.net, que inclou vehicles de guerra amb precisió històrica. World of Tanks inclou més de 200 vehicles blindats d'Alemanya, la Unió Soviètica, Estats Units, França, Regne Unit, Xina,Japó i Txecoslovaquia. A més, ha estat confirmat un "arbre d'Europa", incloent tancs italians, suecs i polonesos, amb Hongria i Romania com a possibles candidats. Els vehicles han estat acuradament detallats amb precisió històrica. Al final, hi haurà al voltant de 500 vehicles disponibles en el joc.
World of Tanks és el primer joc de la companyia belarussa Wargaming.net a ser llançat sota el model "Play 4 Free", pel qual es llança el joc gratuïtament, finançant a través dels micropagaments en forma d'or utilitzats per accedir a tancs i mòduls especiales.
World of Tanks manté un Guinness World Records en la categoria de "Major quantitat de jugadors en línia simultàniament en un servidor de MMO", encara que el seu gènere específic es manté discutible. El rècord va ser registrat el 23 de gener de 2011, quan el nombre de jugadors al servidor rus del joc va aconseguir la xifra de 91.311,12 i es va tornar a batre el març de 2013 amb més de 800,000 jugadors connectats simultàniament.
El client per a Windows de World of Tanks està disponible en diversos idiomes depenent del servidor al qual aquest dirigit, el client del servidor nord-americà inclou anglès, espanyol, portuguès, francès i coreà, apuntant a Amèrica del Nord, Llatinoamèrica i Àsia (a excepció de la Xina, que disposa d'un servidor).

## Característiques de les nacions principals
- Unió Soviètica : Són els tancs més equilibrats: senzills, ràpids, maniobrables (excepte la branca KV) i amb una gran potència de foc, pel que és la nació més recomanable per als principiants. No obstant, els seus desavantatges són uns canons de recàrrega lenta i baixa precisió a més d'un blindatge relativament prim però molt inclinat que ho compensa.
- Alemanya: La principal característica d'aquesta nació és el temps d'apuntament dels seus canons. No obstant, la potència de foc està lleugerament per sota de la resta de nacions (excepte el dels tancs de nivell més alt), i encara que tenen un bon blindatge, la limitada inclinació del mateix (en els primers nivells) fa que siguin més susceptibles a la penetració que els soviètics i els nord-americans, que compten amb un blindatge més oblic capaç de fer rebotar més projectils. És potser una de les nacions més complicades del joc, pel que és la menys recomanable per a principiants.
- Estats Units : Una característica d'aquests tancs és que tenen una torreta extremadament blindada però un blindatge molt prim en el xassís i canons capaços de realitzar una gran angle de depressió, pel que són idonis per tàctiques "Hull Down" (aprofitar obstacles o irregularitats del terreny de manera que només tregui la torreta del tanc). Tenen una potència de foc i blindatge acceptables.
- França: En els primers tiers tenen carros fortament blindats però mal armats i lents. En tiers tardans canvien dramàticament a carros ràpids i àgils però mancats de blindatge. Els últims tiers compten amb canons amb tambor (un sistema semblant al d'un regirar). En línia de contra - carros francesos destaquen per velocitat i excel·lents canons, l'únic defecte és una lenta velocitat d'apuntament. Els pesats no obtenen un "tambor" fins al tier 8 i en la línia dels mitjans fins al 6. És una nació molt poc recomanable per a principiants.
- Regne Unit : Els tancs anglesos seguien dos conceptes de carro: Un carro ràpid d'assalt i un carro pesat de suport d'infanteria. Aquestes idees es poden veure a la meitat de la branca anglesa amb les dues línies de carros pesats : lents però ben blindats i l'altra de lleugers i mitjans: ràpids i molt mal blindats. En la branca superior les diferències entre carros mitjans i pesats disminueix, ja que els dos es tornen molt similars tant en aspecte com en armament i característiques. Els mitjans tenen menys blindatge, però més mobilitat, els pesats al contrari. En el pegat 8.414 s'ha introduït la branca de contra-carros britànics, les seves característiques principals són la seva mala mobilitat però excel·lent blindatge, el seu armament es caracteritza per una gran potència de foc i precisió però mal reduït. A partir del tier 8 milloren el dany. El contra - carro de tier 10 britànic és una màquina total ment diferent als seus antecessors, té una mala mobilitat i està molt mal blindada però munta el canó de més gran de calibre que cap contra-carro del joc això es correspon més amb el canó que fa més mal, és perfectament possible destruir carros de tier 9 d'un sol tret o deixar greument danyats carros de tier 10. En la versió 8.7 s'afegirà a més una línia d'artilleries britàniques.
- Xina: Amb l'actualització 8.315 s'ha afegit la branca de carros xinesos els primers tiers d'aquesta branca són carros d'altres nacions que es van usar en l'exèrcit xinès conforme s'avança en la branca apareixen carros soviètics de fabricació xinesa i més tard carros xinesos i també diversos prototips que mai van entrar en servei.
- Japó: Amb l'actualització 8.10 s'ampliarà amb 14 nous vehicles blindats japonesos incloent 4 lleugers, amb el vehicle Type 5 Ke - Ho, 9 vehicles per a la gamma mitjana amb el STB -1 al cap i un nou carro premium Type 3 Chi - Nu kai. Amb les últimes actualitzacions, s'han afegit una nova linea de carros pesats japonesos, els quals destaquen per la seva mala mobilitat, pero el seu gran blindatje i gran canó, a partir de tier 7 comencen a perdre blindatje, guanyen mobilitat, pero el seu canó continua sent perillos per la seva gran potencia.
- Txecoslovaquia: amb la nova versió del joc, s'han inclos aquesta nova linea de carros. Les principals característiques d'aquests tancs son el seu poc blindatge en tots els seis tancs, i que a partir de nivell 1 fins al 3 i del 6 fins al 10, tenen un canó de tambor, i tots tenen una velocitat moderadament alta.

## Reconeixements
- Primer lloc a "Best Online Client Game", KRI 2010.
- Premi "Best New Concept" a E3 2010.
- "Best Free MMORPG" d'acord amb MMORPG Center s 2010 Player s Choice Awards.
- "Most Anticipated Free MMORPG" d'acord amb MMORPG Center s 2010 Player s Choice Awards.
- "Most Anticipated MMO in 2010" d'acord amb MMOSITE Readers's 2010 Choice Awards.
- "Favorite Strategy MMO in 2010" d'acord amb MMOSITE Reader's 2010 Choice Awards.
- Guinness World Records: "Máyor quantitat de jugadors en línia simultàniament en un servidor de MMO" (Most Players Online Simultaneously on One MMO Server)
- "Gold Award" de Gamers Daily News
- "Best Game" KRI 2011
- "Audience Award" KRI 2011
- Best «Game that Needed the Award» Award de GamePro on E3 2011
- «Rising Star Award for E3 2011» de mmorpg.com
- «Best MMO 2012» de Golden Joystick Awards